# 江达乡 (工布江达县)
江达乡（藏語：རྒྱ་མདའ་，威利转写：rgya mda'），是中华人民共和国西藏自治区林芝市工布江达县下辖的一个乡镇级行政单位。

## 行政区划
江达乡下辖以下地区：
昂巴宗村、米吉村、皮康村、朗村、吾路岗村、太昭村、唐丁村和帮嘎岗村。